# Calvin Bricker
Calvin David Bricker (* 3. November 1884 in Toronto; † 22. April 1963 in Grenfell, Saskatchewan) war ein kanadischer Leichtathlet, der in den Jahren vor dem Ersten Weltkrieg als Weitspringer erfolgreich war. 
Er gewann zwei olympische Medaillen:
- IV. Olympische Sommerspiele 1908 in London:
  - BRONZE mit 7,08 m hinter zwei US-Amerikanern: Frank Irons (Gold mit 7,48 m) und Daniel Kelly (Silber mit 7,09 m). Im Dreisprung kam er mit 14,10 m auf Platz 4 – für eine Medaille hätte er genau 20 cm weiter springen müssen.
- V. Olympische Sommerspiele 1912 in Stockholm: 
  - SILBER mit 7,21 m hinter dem US-Amerikaner Albert Gutterson (Gold mit 7,60 m) und vor dem Norweger Georg Åberg (Bronze mit 7,18 m).

Eine Landesmeisterschaft konnte er nicht gewinnen. Es sind für ihn lediglich drei zweite Plätze mit bescheidenen Weiten verzeichnet:
- 1906 7,06 m
- 1907 6,29 m
- 1909 6,57 m